# 愛知県道502号豊橋環状線
愛知県道502号豊橋環状線（あいちけんどう502ごう とよはしかんじょうせん）は、愛知県豊橋市瓦町を起点・終点とし、豊橋駅を中心とする環状の一般県道である。ただし、現在は完全な環状ではなく、主に市街地の南方を回る半環状道路となっている。

## 概要

### 路線データ
- 道路法規上の区間
  - 起点・終点：豊橋市瓦町（国道1号交点・瓦町交差点）
  - 計画延長：16.8km
  - 計画のうち豊川の北岸を東西方向ほぼ直線状に結ぶ区間が未開通である。豊川には上吉田大橋（仮称）が架設される予定。
- 実質的区間
  - 起点：豊橋市牛川通5丁目（愛知県道31号東三河環状線旧道・愛知県道81号豊橋下吉田線共用区間・牛川通5丁目南交差点）
  - 終点：豊橋市川崎町（上渡津橋の北側高架終点）
  - 現用区間の総延長：10.3km

## 沿革
- 1976年（昭和51年）3月10日：認定

## 通過する自治体
- 愛知県
  - 豊橋市

## 備考
さらに外側の環状道路として、愛知県道31号東三河環状線がある。

## 沿線
- 三菱ケミカル 豊橋事業所
- 桜丘中学校・高等学校
- 東田坂上停留場
- 藤ノ花女子高等学校
- 豊橋市民文化会館
- 大池（向山緑地）
- アピタ向山店
- 向山墓苑
- 松屋 豊橋つつじが丘店
- 愛知大学（豊橋キャンパス）
- ネッツトヨタ 豊橋店
- ヤマナカ 汐田フランテ館
- カーマ 豊橋汐田橋店
- 愛知県豊橋赤十字血液センター
- タイヤ館 豊橋店
- ヤマトストア（スーパーマーケット）
- セブン-イレブン 豊橋三ツ相店
- 上渡津橋

## 交差・接続している道路
- 愛知県道31号東三河環状線（柿の木街道）（牛川通5丁目南交差点・東田交差点間で重複）
- 愛知県道81号豊橋下吉田線（柿の木街道）（同、県道31号と重複）
- 愛知県道4号豊橋大知波線（多米街道）（東田交差点）
- 国道1号（瓦町交差点）
- 愛知県道405号小松原小池線（小松原街道）（諏訪神社南交差点）
- 国道259号（田原街道）（高師口交差点）
- 愛知県道388号大山豊橋停車場線（南陽通り）（柱三番町交差点）
- 愛知県道393号豊橋港線（みなと大通り）（往完町交差点）
- 国道23号（蒲郡街道）（新栄交差点）
- 愛知県道387号清須下地線（上渡津橋北方で合流/分岐、継承）

### 暫定併用区間
- 愛知県道31号東三河環状線（牛川通5丁目南交差点・東田交差点間で重複）
- 愛知県道405号小松原小池線（小松原街道）（諏訪神社南交差点・高師石塚町交差点間で重複）

## 別名
- 豊橋環状線（豊橋市）